# Yannick Müller
Yannick Müller (Bludenz, 12 de agosto de 1999) es un deportista austríaco que compite en luge en la modalidad doble. Su hermano Jonas compite en el mismo deporte.
Ganó tres medallas en el Campeonato Mundial de Luge de 2023 y una medalla de bronce en el Campeonato Europeo de Luge de 2025.

## Palmarés internacional
| Campeonato Mundial | Campeonato Mundial    | Campeonato Mundial | Campeonato Mundial |
| Año                | Lugar                 | Medalla            | Prueba             |
| ------------------ | --------------------- | ------------------ | ------------------ |
| 2023               | Oberhof (Alemania)    | Medalla de plata   | Equipo             |
| 2023               | Oberhof (Alemania)    | Medalla de bronce  | Doble              |
| 2023               | Oberhof (Alemania)    | Medalla de bronce  | Doble (velocidad)  |
| Campeonato Europeo |                       |                    |                    |
| Año                | Lugar                 | Medalla            | Prueba             |
| 2025               | Winterberg (Alemania) | Medalla de bronce  | Doble              |